# Allobates talamancae
Allobates talamancae är en groddjursart som först beskrevs av Cope 1875.  Allobates talamancae ingår i släktet Allobates och familjen Aromobatidae. IUCN kategoriserar arten globalt som livskraftig. Inga underarter finns listade i Catalogue of Life.

## Bildgalleri

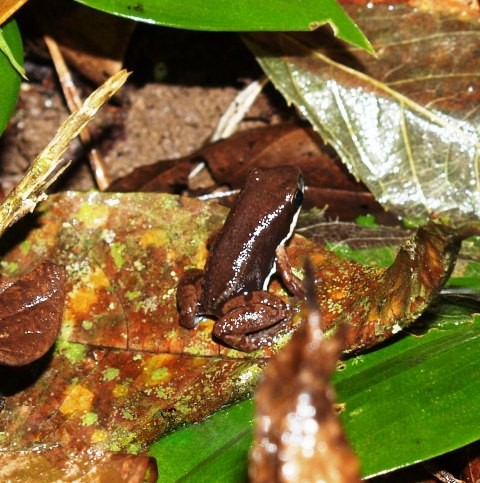
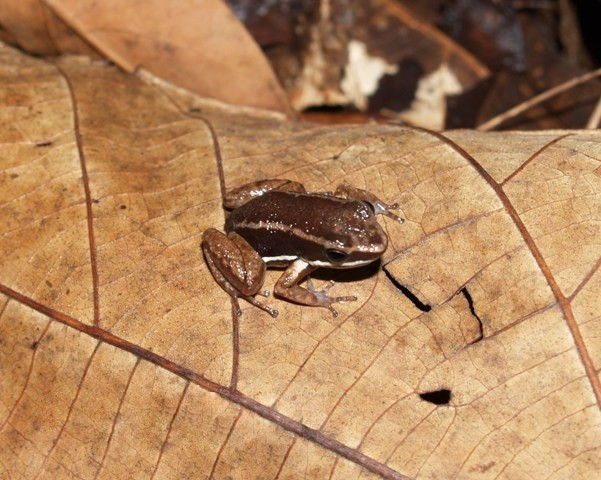
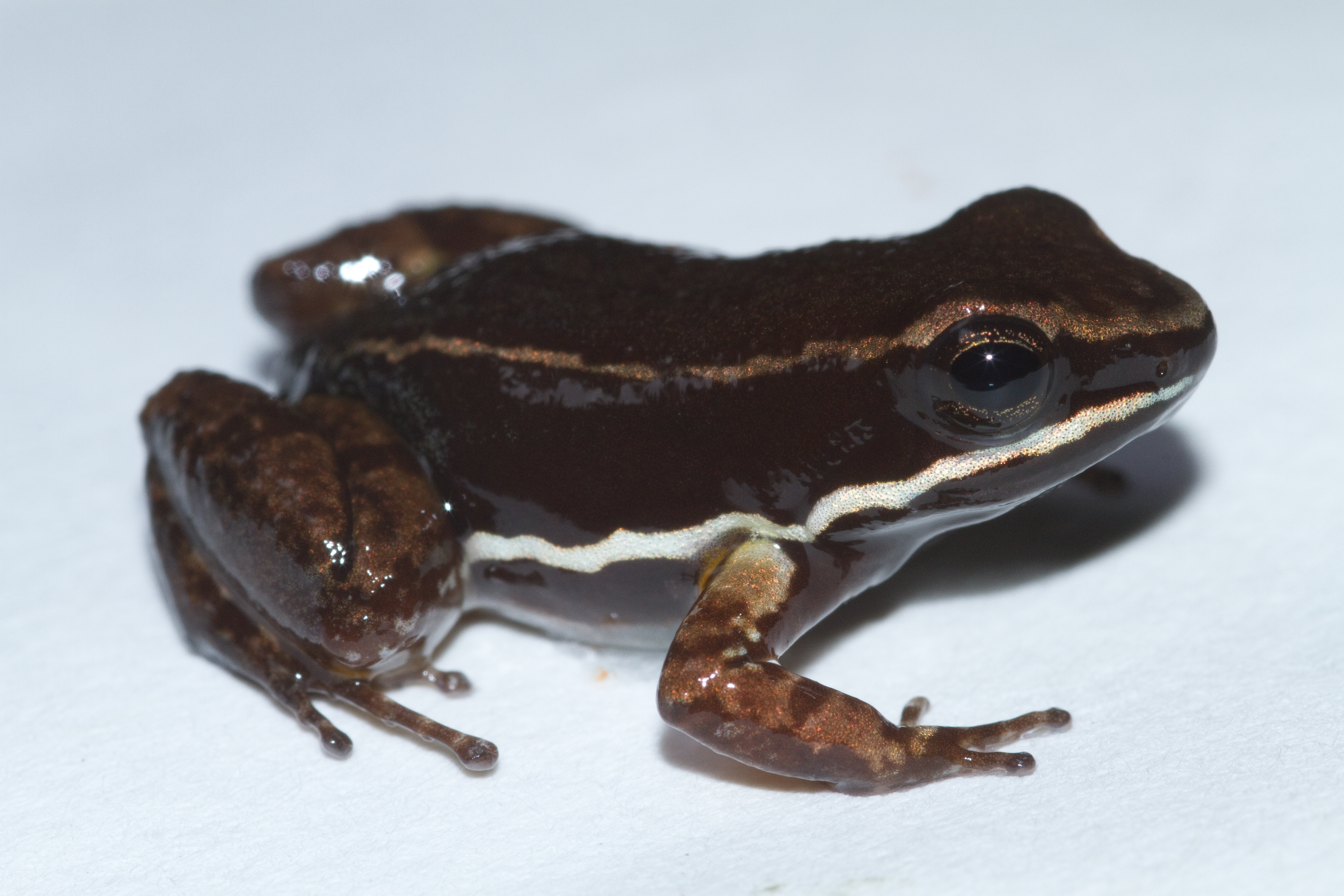